# اما فرایر
اِما فرایر (انگلیسی: Emma Fryer) کمدین، بازیگر و نویسنده اهل بریتانیا است.
از فیلم‌ها یا برنامه‌های تلویزیونی که وی در آن نقش داشته‌است، می‌توان به در بی‌خبری، من کندی می‌خوام، فهرست کشتار، شکسپیر و هتوی: کارآگاه‌های خصوصی و وقت خانه اشاره کرد.